# Rhododendron shimenense
Rhododendron shimenense là một loài thực vật có hoa trong họ Thạch nam. Loài này được Q.X. Liu & C.M. Zhang miêu tả khoa học đầu tiên năm 1991.